# Château de Levaré
Le château de Levaré est situé sur le territoire de la commune de Levaré, dans le département de la Mayenne. Il fait l'objet d'une inscription au titre des Monuments historiques depuis le 30 octobre 2006.

## Origine
Le premier site du château (féodal à l’époque) remonte au XIe siècle. Il est alors la propriété d’une famille de chevalerie connue sous le nom de Hamelinus Cognonime Livaricus, seigneur de Lévaré. À la fin de ce même siècle, il appartient à Robert de Gorron, seigneur de la Tannière et de Lévaré.
Le seigneur de Lévaré relevait de la châtellenie de Pontmain. Il avait tous droits honorifiques dans les églises de Lévaré, Saint-Berthevin et Hercé. Le titre de baron puis de marquis (1650) que prirent les seigneurs était simplement personnel.
L'aveu de 1453 énumère les propriétés. Celui de 1518 ajoute d'autres propriétés enfin celui de 1573.

## Création

Armes des Vaux

Au XVIe siècle, c’est en 1539 que Jean des Vaux épouse Marie de Lévaré et construit le château actuel pour en faire sa demeure. Plus d'une dizaine de descendants successifs de la famille des Vaux habiteront le château de Lévaré (dont Pierre Honoré des Vaux, mort de la peste à 20 ans en 1773), et ce jusqu'en 1860.
La description de 1720 aide à comprendre l'état des lieux à la fin du XIXe siècle.
La chapelle est reconstruite en 1733 sous le vocable de Saint-Jean et de Saint-Michel. À la fin du XIXe siècle, les douves existent encore. Le pont-levis et son portail en plein-cintre étaient primitivement au midi ; ils ont été remplacés par un pont en pierre à l'est. 
Le château présente sur un alignement rectiligne un développement considérable et, quoique tout ait été remanié au XVIIIe siècle, quoique les ouvertures aient été refaites, le cachet et le style primitifs n'ont pas complètement disparu. Au château, il y a un fragment de vitrail représentant Jésus devant Hérode.

## Chartrier de Levaré
Le marquis de Montécot, vers 1793, fait transporter non seulement les meubles du château de Lévaré, mais toutes les archives à son château dans la Manche. Il se choisit un feudiste pour les remettre en ordre : René Augustin Bellot de Gousse qui classa le chartrier de Lévaré en 1783.  Les restes du Chartrier de Lévaré, entrées à la fin du XIXe siècle aux Archives départementales de la Mayenne donnent une idée de son travail.

## XIXeetXXesiècles
À cette date, la famille de Montecot, dont la mère, Olive des Vaux, avait épousé le marquis de Montecot, vend le domaine de Lévaré à Mme Le Ray. 
En 1869, Maurice Le Ray d'Abrantès, son fils épouse Jeanne, petite-fille du général Junot, et en relève le titre. il est créé duc d'Abrantès, à titre héréditaire, sur réversion du titre de son beau-père, par lettres patentes du 28 mars 1870 par Napoléon III. Le nouveau duc d'Abrantès mourut en 1900. 
Andoche Le Ray d'Abrantès succède alors à son père. Maire de Levaré, en 1917, il fait don à la paroisse de vêtements liturgiques offerts par Mazarin. 
La famille d'Abrantès conservera le château jusqu’en 1950. Entre-temps, au cours de la Seconde Guerre mondiale, un poste de commandement allemand est installé au château et, lors d’une rafle après dénonciation, M. Héliot, résistant et gendre du duc, est pris par les SS et envoyé en camp de concentration.

## Époque contemporaine
En 1950, le domaine est vendu à un marchand de biens, M. Lemonnier. En 1956, un incendie détruit en partie l’aile droite du château. En 1960, les douves larges de 14 m et datant du XVIe siècle sont nettoyées et remises en eau sur trois côtés. En 1964, M. Plazanet achète la propriété et répare les toitures des communs et des tours d’angles. Mme Geneviève Milan rachète le domaine en 1980 et entreprend un sauvetage salutaire. En 2001, ce sont Françoise et Henri-Jean Anglade-Bosc qui acquièrent le château de Lévaré et entreprennent de nouveaux travaux (électricité, plomberie, salle de bains, cuisine…) pour y habiter et faire revivre le château.

## Sources
- « Château de Levaré », dans Alphonse-Victor Angot et Ferdinand Gaugain, Dictionnaire historique, topographique et biographique de la Mayenne, Laval, A. Goupil, 1900-1910 [détail des éditions] (BNF 34106789, présentation en ligne), t. II